# 小牧ユカ
小牧 ユカ（こまき ゆか、1965年7月11日 - ）は、日本のキャスター、タレント、ファッションモデル。
兵庫県神戸市出身。上智大学比較文化学部卒業。スターダストプロモーション所属。身長167cm、血液型はB型。1980年代から1990年代にかけて、雑誌のモデル、テレビ、ラジオ等で活躍した。旧名、古牧 ユカ。

## 略歴・人物
- 1965年、神戸市に生まれる。4人の祖父母のうち3人が中国人。
- 彼女が小学校に上がる頃、家族は横浜市に引越し、高校時代までインターナショナル・スクールに通う。
- 10代からモデルの活動を始める。
- 上智大学在学中の1984年、ファッション雑誌CanCamの専属モデルとなる。
- 『CNNヘッドライン (テレビ朝日)』のキャスターやJ-WAVE、FM横浜のラジオパーソナリティを始める。
- 1988年に24時間テレビパーソナリティーを務め、バラエティ系番組やスポーツ系番組、ドラマ、映画に出演。
- 1993年春、CNNヘッドラインのキャスターを卒業し（日本のレギュラー番組も全て降板）、新婚の夫と共にアメリカ合衆国に渡る。
- 同国のニューヨーク市（NY）に在住し始めてからは、テレビ朝日『ザ・ニュースキャスター』のNYリポーターなどで活躍。
- 夫の転勤でシンガポール[2]、ロンドン市[3]などに在住。
- 2児の母である現在は、グラミー賞授賞式のインタビュー、イベントMC[2]、雑誌のコラムの執筆など。
- 向井亜紀や蓮舫、相原勇、川口雅代と共演歴や親交がある。

## 出演

### テレビ
報道・情報番組
| 期間          | 期間          | 番組名                               | 役職                     |
| ------------- | ------------- | ------------------------------------ | ------------------------ |
| 1987年10月    | 1993年3月     | CNNヘッドライン（テレビ朝日）        | 火・木曜日担当キャスター |
| 1993年4月     | 1994年9月     | ザ・ニュースキャスター（テレビ朝日） | NYキャスター             |
| 2011年2月14日 | 2011年2月14日 | めざましテレビ（フジテレビ）         | グラミー賞現地リポーター |
| 2013年2月11日 |               | めざましテレビ（フジテレビ）         | グラミー賞現地リポーター |
| 2014年1月27日 |               | めざましテレビ（フジテレビ）         | グラミー賞現地リポーター |
| 2015年2月9日  |               | めざましテレビ（フジテレビ）         | グラミー賞現地リポーター |

その他
- 24時間テレビ 「愛は地球を救う」11（日本テレビ）（1988年8月）
- 日本テレビ音楽祭（1990年9月） - 最終大会の女性司会者。
- アイデア対決・全国高等専門学校ロボットコンテスト（NHK）（1993年）
- グラミー賞授賞式（WOWOW）（2000年-）

#### バラエティ
- 面白スタジアム（日本テレビ）（1989年4月-1990年3月）
- 日立 あしたP-KAN気分!（日本テレビ）（1992年1月-1992年9月）
- キャプテンさんまのはっ!とトリック（東海テレビ）（1993年）月一回の放送だった。

#### クイズ
- クイズダービー（TBS、第803回(1991年9月7日放送分)ゲスト解答者）
- わくわく動物ランド（TBS）
- オールスター激突クイズ 当たってくだけろ!（TBS）
- 世界まるごと2001年（毎日放送）
- たけし・逸見の平成教育委員会（フジテレビ）（たけし・逸見時代の1992年にセミ・レギュラー出席）

#### ドラマ
- 熱血!新入社員宣言（TBSテレビ）（1991年4月-1991年6月）‐　矢代典子　役

#### テレビショッピング
- 直行便ニューヨーク（ディノス）（1997年4月-2002年3月）

### ラジオ
- 百万人の英語（文化放送）ケント・デリカットとコンビで担当した。
- Club Radio U
- ミュージック・デリバリー（J-WAVE）CNNヘッドラインと同時期に担当した。
- J-WAVE HOLIDAY SPECIAL（J-WAVE、2002年、2003年）
- LAEX PRESS KFRM（FM横浜）[1]
- TOYOTA My Favorites!（FM Port、2004年-2005年）

### 映画
- 落陽（1992年）‐　劉小英　役

### CM
- MSXホームコンピュータ Letus ML-F120（三菱）
- いかの塩辛・一本造り（小野万）
- リジョイ（P&G）
- ウィスパー（P&G）

## 書籍

### 著書
- ひとり歩きの英会話（光文社）
- 女性誌を英会話するKomaki（日本英語教育協会）

### 雑誌
- mc Sister掲載当時、古牧ユカだった。
- CanCam
- Hanako